# Hugo Borchardt

Sharps-Borchardt Modell 1878-Gewehr mit Fallblockverschluss

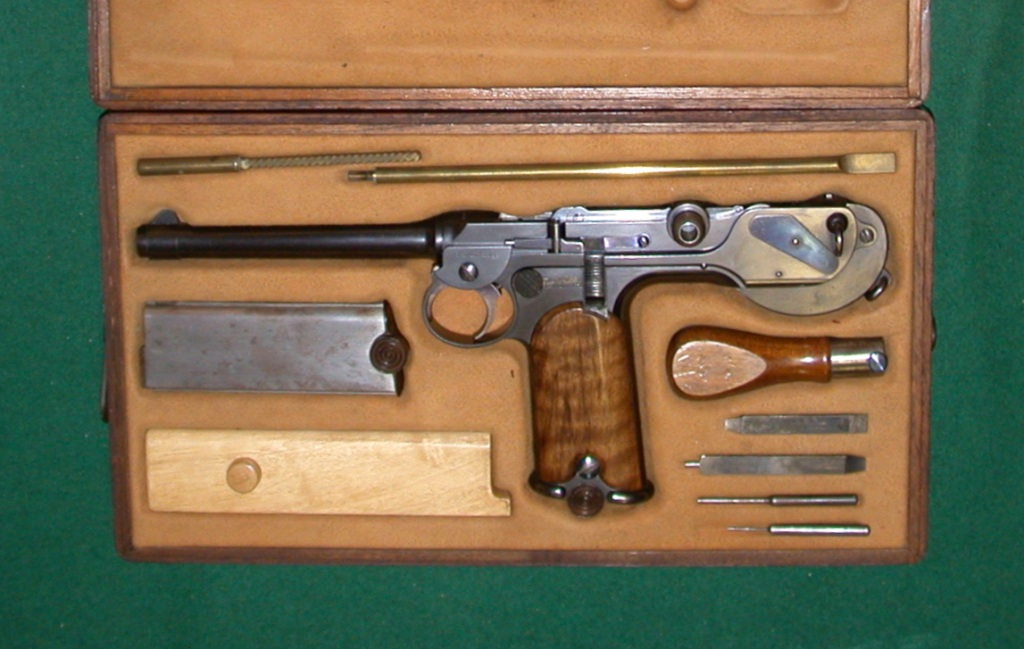
Borchardt-C93-Pistole

Hugo Borchardt (* 6. Juni 1844 in Magdeburg; † 8. Mai 1924 in Berlin-Charlottenburg) war ein deutscher Waffenkonstrukteur. Seine bekanntesten Entwicklungen waren das Sharps-Borchardt-Gewehr Modell 1878 und die Borchardt-C93-Pistole.

## Leben
Borchardt emigrierte 1860 in die USA und ab 1872 war er Geschäftsführer bei Pioneer Breech-Loading Arms Co. (Trenton, Mass.). 1874 wurde er Vorarbeiter für die Singer Sewing Machine Co., anschließend war er Angestellter bei der Colt's Patent Fire Arms Manufacturing Co., wechselte später zur Winchester Repeating Arms Co. und wurde dann ab 1. Juni 1876 Geschäftsführer der Sharps Rifle Co. Nach dem Konkurs dieser Firma 1881 kehrte Borchardt nach Europa zurück und wurde Angestellter der Fegyver és Gépgyár Részvéntarsaság in Budapest, wo er ab 1890 Geschäftsleiter wurde. 1890 bis 1892 wirkte er noch einmal in den USA als Berater für Remington Arms bei der Entwicklung des Lee-Gewehres (englisch Lee Rifle, Model of 1895, caliber 6-mm) für die US-Navy und das Marine Corps.
Er entwickelte die Patrone 7,65 × 25 mm und anschließend dazu die Selbstladepistole C93. 1893 kooperierte Borchardt mit der Ludwig Loewe & Company in Berlin, wo die C93 in Serie hergestellt wurde. Auf Basis der Borchardt-C93-Pistole entwickelte Georg Luger dann bis zur Jahrhundertwende eine Pistole, die den Kniegelenkverschluss der C93 beibehielt, aber kleiner und praxistauglicher war. Diese erste Parabellumpistole erschien 1900.
Hugo Borchardt hielt auch Patente auf Nicht-Feuerwaffen: eine Gesteinsbohrmaschine, einen Hemdkragenformer, Gasbrenner, Kugellager, einem Drahtspanner und elektrische Geräte.